# Helicometrina elongata
Helicometrina elongata är en plattmaskart. Helicometrina elongata ingår i släktet Helicometrina och familjen Opecoelidae. Inga underarter finns listade i Catalogue of Life.